# Dryopteris friesii
Dryopteris friesii là một loài dương xỉ trong họ Dryopteridaceae. Loài này được Brause in Fries mô tả khoa học đầu tiên năm 1914.
Danh pháp khoa học của loài này chưa được làm sáng tỏ. 